# Tárnok Gyula (református lelkész)
Tárnok Gyula (Komárom, 1894. május 27. – Budapest, 1964. január 1.) teológus, református lelkész.

## Élete
Szülei Tárnok Gyula (1860-1929) községi iskolai tanító és Nagy Lídia Zsófia voltak. Felesége Ivánffy Margit (1894-1987) volt.
Losoncon tanult teológiát. Az 1930-as megválasztásától és 1931. december 10-i komáromi felszentelésétől a 40-es évekig marcelházai lelkész volt. 1936-ban református tanfelügyelő volt. 1939-ben magántanári vizsgát tett.
A Komáromi Református Ifjúsági Egyesület tagja volt. 1931-1934 között szerkesztette a marcelházai Református Leány című folyóiratot.
A rákoskeresztúri köztemetőben nyugszik.

## Művei
- 1936 Afrikában, a tábortűz körül[pontosabban?]
- 1939 Magyar reformátusok a csehszlovákiai kisebbségi sorsban. Pápa
- 1939 Prédikálásunk tervszerűsége. Dunántúli Protestáns Lap 50, 139-140
- 1942 Az ifjúsági munka akadályai. Dunántúli Protestáns Lap 53
- 2022 Tárnok Gyula szürke könyve[pontosabban?]